# Роматово
Роматово (пол. Romatowo) — село в Польщі, у гміні Мохово Серпецького повіту Мазовецького воєводства.
Населення — 115 осіб (2011).
У 1975-1998 роках село належало до Плоцького воєводства.

## Демографія
Демографічна структура станом на 31 березня 2011 року:
|          | Загалом | Допрацездатний вік | Працездатний вік | Постпрацездатний вік |
| -------- | ------- | ------------------ | ---------------- | -------------------- |
| Чоловіки | 60      | 18                 | 37               | 5                    |
| Жінки    | 55      | 14                 | 32               | 9                    |
| Разом    | 115     | 32                 | 69               | 14                   |